# Tobias Unger
Tobias Benjamin Unger (* 10. Juli 1979 in München) ist ein ehemaliger deutscher Leichtathlet und Olympiateilnehmer im 100- und 200-Meter-Lauf.

## Berufsweg
Unger machte 1999 das Abitur an einem Wirtschaftsgymnasium, absolvierte eine Ausbildung zum Bankkaufmann und studierte in Tübingen Sportmanagement. Er war bei einer Kreissparkasse angestellt. Seit 1. Juli 2013 ist er Athletiktrainer bei den Fußball-Juniorenmannschaften des VfB Stuttgart. Im September 2020 eröffnete Unger ein Fitnessstudio.

## Sportliche Karriere
Unger gewann 1999 in der Halle seinen ersten deutschen Meistertitel mit der 4-mal-200-Meter-Staffel des VfL Sindelfingen. Seinen ersten Titel im Einzel gewann er 2003 über 200 Meter. Im selben Jahr nahm er auch erstmals an den Weltmeisterschaften teil. 2004 gewann er Bronze über 200 Meter bei den Hallenweltmeisterschaften in Budapest.
2005 wurde Unger Halleneuropameister. Mit Platz zehn in der 200-Meter-Weltrangliste war er in diesem Jahr der beste weiße 200-Meter-Läufer.

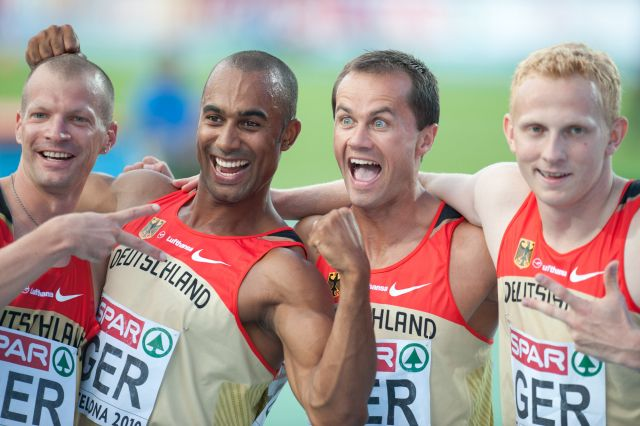
Bronzemedaille 2010 in Barcelona

Bei den Europameisterschaften 2010 gewann er mit der deutschen 4-mal-100-Meter-Staffel die Bronzemedaille. Bei den Europameisterschaften 2012 in Helsinki holte er zusammen mit Julian Reus, Alexander Kosenkow und Lucas Jakubczyk die Silbermedaille in der Staffel. Bei einem Vorbereitungswettkampf zu den Olympischen Spielen in London verbesserten sie kurze Zeit später in der gleichen Besetzung den 30 Jahre bestehenden deutschen Rekord auf 38,02 s. Bei den Spielen selbst schied die Staffel im Halbfinale aus.
Tobias Unger hatte bei einer Größe von 1,79 m ein Wettkampfgewicht von 70 kg. Er trainierte bis 30. November 2009 beim LAZ Salamander Kornwestheim-Ludwigsburg. Vom 1. Dezember 2009 bis zum 30. November 2011 startete er für die LG Stadtwerke München, zu der er mit seinem Trainingskameraden Marius Broening (LAV asics Tübingen) wechselte. Ab 1. Dezember 2011 startete Unger für den VfB Stuttgart, bei dem auch sein Trainingskollege Alex Schaf unter Vertrag stand. Unger, Broening und Schaf trainierten in Kirchheim unter dem Rumänen Micky Corucle aus Köngen.
Seine persönlichen Bestleistungen sind 10,14 s über 100 und 20,20 s über 200 Meter, womit er bis zum Sieg von Joshua Hartmann bei den deutschen Meisterschaften 2023 den deutschen Rekord über diese Strecke hielt.
Am 1. Juni 2014 beendete Tobias Unger seine Leichtathletikkarriere. Unger lebt in Kirchheim unter Teck.

## Erfolge
nationale Erfolge
- 2000: Deutscher Juniorenmeister
- 2001: Deutscher Vizemeister 200 m
- 2003: Deutscher Meister 200 m; Deutscher Hallenmeister 200 m
- 2004: Deutscher Meister 200 m; Deutscher Hallenmeister 60 und 200 m
- 2005: Deutscher Hallenmeister 60 und 200 m
- 2005: Deutscher Meister 100 m (10,16 s) und 200 m (20,20 s – Verbesserung des deutschen Rekords von Frank Emmelmann vom 18. August 1985)
- 2006: Deutscher Hallenmeister 200 m
- 2008: Deutscher Hallenmeister 60 m
- 2008: Deutscher Meister 100 m
- 2009: Deutscher Meister 100 m
- 2010: Deutscher Hallenmeister 60 m
- 2011: Deutscher Meister 100 m

internationale Erfolge
- 1998: mit der Staffel Dritter bei den Juniorenweltmeisterschaften
- 2001: Siebter bei den U23-Europameisterschaften
- 2004: Siebter bei den Olympischen Spielen in Athen über 200 m
- 2004: Bronze bei den Hallenweltmeisterschaften 200 m in Budapest
- 2004: 8. Platz beim World Athletics Finale in Monaco 200 m
- 2005: Halleneuropameister in Madrid
- 2005: 2. Platz Europacup in Florenz 200 m
- 2005: Siebter bei den Weltmeisterschaften in Helsinki über 200 m (20,81 s)
- 2007: Sechster mit der 4-mal-100-Meter-Staffel bei den Weltmeisterschaften in Ōsaka
- 2008: Fünfter mit der 4-mal-100-Meter-Staffel bei den Olympischen Spielen in Peking
- 2010: Dritter mit der 4-mal-100-Meter-Staffel bei den Europameisterschaften in Barcelona
- 2012: Zweiter mit der 4-mal-100-Meter-Staffel bei den Europameisterschaften in Helsinki